# Incarvillea dissectifoliola
Incarvillea dissectifoliola là một loài thực vật có hoa trong họ Chùm ớt. Loài này được Q.S.Zhao mô tả khoa học đầu tiên năm 1988.